# 高橋実枝
高橋 実枝（たかはし みえ）は、日本の財務官僚。

## 来歴
高知学芸高等学校、東京大学教養学部国際関係論分科卒業。2006年4月 財務省に入省（国際局国際機構課）。同期に山口真由（英米法学者）がいる。入省時には「高橋は機構課に魔の年に入ってきたんだよ」と言われたという。高橋は日本が議長国としてG7とサミットを担当する時に入省した。係長時代は主計局で財政健全化と消費税論議のとりまとめを担当した。関税局監視課長補佐としては税関の取締り業務を担当。2021年7月 主計局主計官補佐（司法・警察係主査）。2023年7月 石川県企画振興部長。

## 職歴
- 2006年4月：財務省に入省（国際局国際機構課）。
- 2008年：仙台国税局調査査察部。
- 2009年：主計局主計企画官付財政分析第二係長[8]。
- 2010年：主計局調査課調査第一係長[9]。
- 2011年：留学（シカゴ大学）。
- 2013年：株式会社三菱商事グローバル渉外部。
- 2015年：大臣官房政策金融課長補佐。
- 2016年：主税局税制第二課長補佐 兼 主税局税制第三課長補佐。
- 2017年7月：主税局総務課長補佐（歳入）[10]。
- 2018年：関税局監視課長補佐。
- 2019年：育児休暇。
- 2020年：関税局監視課長補佐。
- 2021年7月：主計局主計官補佐（司法・警察係主査）[6]。
- 2022年7月：主計局主計官補佐(総務第一係主査)。
- 2023年7月：石川県企画振興部長。
- 2025年4月：石川県総務部長。